# Draveurs de Trois-Rivières (LNAH)
Pour les articles homonymes, voir Draveurs de Trois-Rivières (homonymie).
Les Draveurs de Trois-Rivières sont une équipe senior canadienne de hockey sur glace, située à Trois-Rivières, dans la province de Québec, qui évoluait dans la Ligue nord-américaine de hockey.
L'équipe porte en 2017 et 2018, année de sa disparition, le nom de l'ancienne formation éponyme de la Ligue de hockey junior majeur du Québec ayant existé entre 1969 et 1992.

## Historique
En 2004, le Caron & Guay de Pont-Rouge déménage à Trois-Rivières et devient le Caron et Guay de Trois-Rivières. L’équipe termine sa première saison à Trois-Rivières au huitième rang et elle est éliminée au premier tour des séries éliminatoires. En raison du lock-out dans la Ligue nationale de hockey, Marc-André Bergeron dispute dix matchs avec l’équipe de sa ville natale.
Au printemps 2008, l’équipe remporte pour une première fois la Coupe Futura, remise aux vainqueurs des séries éliminatoires. Le Caron et Guay a remporté les séries contre le Saint-François de Sherbrooke, le CRS Express de Saint-Georges et le Top Design de Saint-Hyacinthe.
Le 30 décembre 2010, lors d’une victoire de 1-0 contre le Cool FM 103,5 de Saint-Georges, Dean Lygitsakos obtient sa 100e victoire en saison régulière à titre d’entraîneur-chef de l’équipe.
Lors d’une conférence de presse tenue le 26 août 2013, le propriétaire de l’équipe, Léo-Guy Morrissette annonce que l’équipe change de nom en vue de la saison 2013-2014. Après plusieurs saisons d’association avec Alain Guay de Portes et Fenêtres Caron et Guay, l’équipe porte brièvement le nom de Viking de Trois-Rivières et de Blizzard Cloutier Nord-Sud de Trois-Rivières avant de devenir les Draveurs de Trois-Rivières.
L'organisation a annoncé lors d'une conférence de presse le 14 juillet 2017 qu'elle porterait dorénavant le nom des Draveurs de Trois-Rivières et en a profité pour présenter les nouveaux actionnaires de l'équipe: Étienne Boileau, Ian Quint ainsi que les frères Alex et Christopher Karambatsos.

## Patinoire

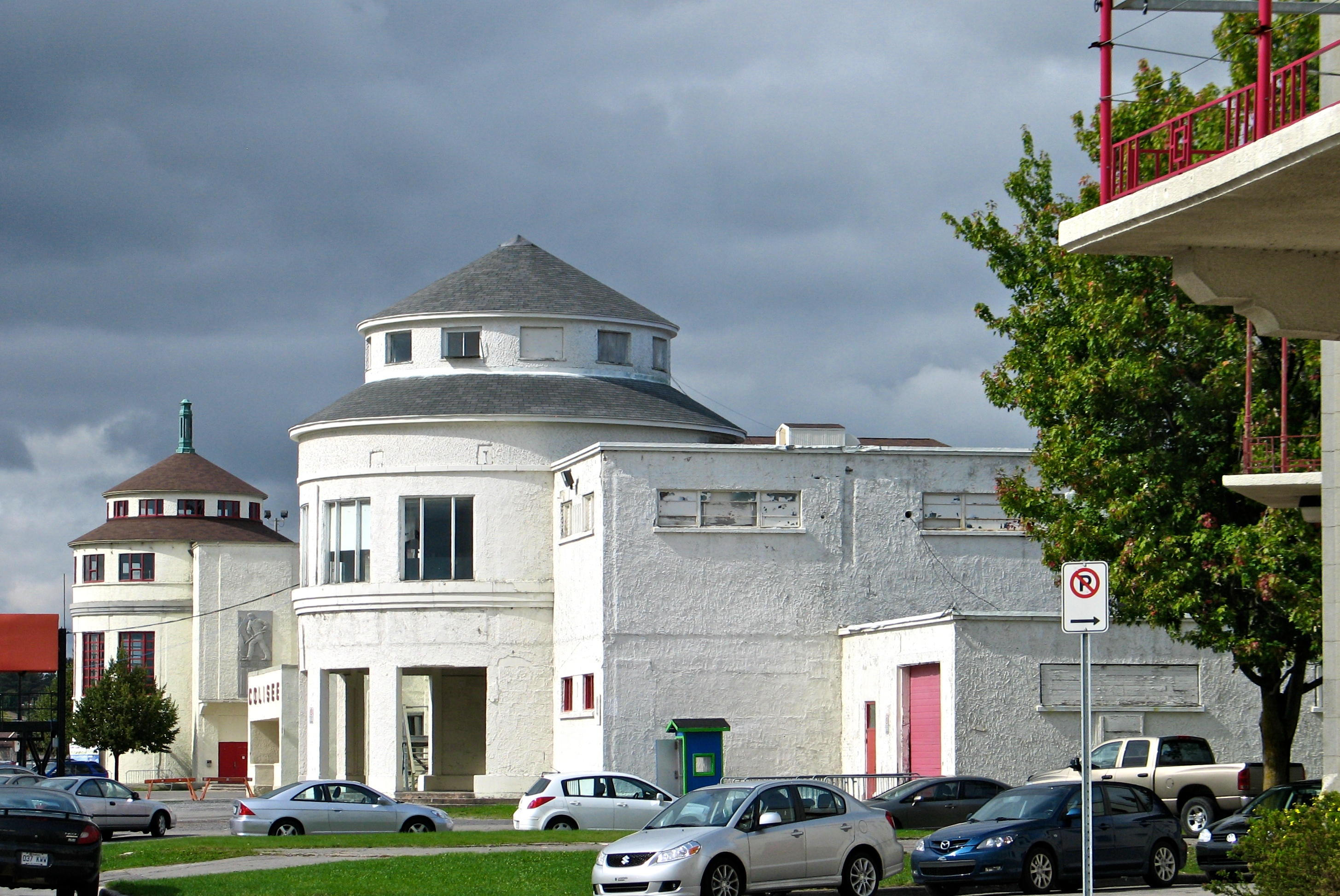
Colisée de Trois-Rivières.

Depuis ses débuts, l'équipe dispute ses matchs à domicile au Colisée de Trois-Rivières, patinoire bâtie en 1938.

## Statistiques
| Saison    | PJ | V  | D  | N | DP | DTB | BP  | BC  | Pts | Classement | Séries éliminatoires         | Entraîneur                                             |
| --------- | -- | -- | -- | - | -- | --- | --- | --- | --- | ---------- | ---------------------------- | ------------------------------------------------------ |
| 2004-2005 | 60 | 21 | 33 | 4 | 2  | -   | 181 | 217 | 48  | 8e place   | Défaite en quart de finale   | Serge Beausoleil                                       |
| 2005-2006 | 56 | 33 | 14 | - | 0  | 9   | 209 | 176 | 75  | 3e place   | Défaite en quart de finale   | Pierre Rioux                                           |
| 2006-2007 | 48 | 18 | 26 | - | 1  | 3   | 190 | 227 | 40  | 8e place   | Défaite en quart de finale   | Dean Lygitsakos                                        |
| 2007-2008 | 52 | 28 | 18 | - | 4  | 2   | 208 | 202 | 62  | 3e place   | Vainqueur de la Coupe Futura | Dean Lygitsakos                                        |
| 2008-2009 | 44 | 20 | 18 | - | 4  | 2   | 188 | 179 | 46  | 6e place   | Défaite en demi-finale       | Dean Lygitsakos                                        |
| 2009-2010 | 44 | 25 | 11 | - | 5  | 3   | 184 | 165 | 58  | 2e place   | Défaite en quart de finale   | Dean Lygitsakos                                        |
| 2010-2011 | 42 | 23 | 17 | - | 2  | 0   | 178 | 150 | 48  | 2e place   | Défaite en quart de finale   | Dean Lygitsakos                                        |
| 2011-2012 | 48 | 24 | 18 | - | 4  | 2   | 178 | 176 | 54  | 2e place   | Défaite en demi-finale       | Carl Fleury                                            |
| 2012-2013 | 40 | 15 | 22 | - | 2  | 1   | 129 | 163 | 33  | 7e place   | Défaite en demi-finale       | Jean-François Labbé / Alain Côté                       |
| 2013-2014 | 40 | 28 | 7  | - | 1  | 4   | 175 | 131 | 61  | 1re place  | Défaite en demi-finale       | Alain Côté                                             |
| 2014-2015 | 40 | 20 | 17 | - | 2  | 1   | 196 | 178 | 43  | 4e place   | Défaite en demi-finale       | Alain Côté                                             |
| 2015-2016 | 40 | 22 | 15 | - | 3  | 0   | 167 | 161 | 47  | 4e place   | Défaite en quart de finale   | Alain Côté                                             |
| 2016-2017 | 40 | 12 | 23 | - | 3  | 2   | 149 | 176 | 29  | 7e place   | Non qualifiés                | Jonathan Lessard / Bob Desjardins / Sébastien Vouligny |
| 2017-2018 | 36 | 11 | 22 | - | 1  | 2   | 123 | 165 | 25  | 6e place   | Défaite en quart de finale   | Alain Côté                                             |

## Logos successifs

Caron et Guay de Trois-Rivières, 2004 à 2013.
Vikings de Trois-Rivières, 2013 à 2014.
Blizzard Cloutier Nord-Sud de Trois-Rivières, 2014 à 2016.
Blizzard de Trois-Rivières, 2016.
Draveurs de Trois-Rivières, depuis 2017.

## Numéros retirés
| N° | Nom             | Position      | Année                  | PJ  | B   | A   | Pts |
| -- | --------------- | ------------- | ---------------------- | --- | --- | --- | --- |
| 22 | Sylvain Rodier  | Centre        | 2004 à 2009, 2010-2011 | 230 | 114 | 168 | 282 |
| 44 | David Thibeault | Ailier gauche | 2007 à 2009            | 72  | 39  | 56  | 95  |